# Congomochtherus inachus
Congomochtherus inachus là một loài ruồi trong họ Asilidae. Congomochtherus inachus được Londt & Tsacas miêu tả năm 1987. Loài này phân bố ở vùng nhiệt đới châu Phi.